# 인동 장형수 소장 영양역증
판본 『영양역증(永陽歷贈)』은 이윤문(李允文, 1646~1717)이 영양(永陽, 영천의 옛이름) 군수(郡守)가 되어 이 고을을 역람(歷覽)하는 가운데 그의 증조 한음(漢陰) 이덕형(李德馨, 1561~1613)과 관련된 노계(蘆溪) 박인로의 가사(歌辭) 및 시조(時調)를 수재(收載)하고 후식(後識)을 붙여 숙종 16년(1690 경오) 경에 영천에서 간행한 경오본(庚午本)이다. 이 간본은 노계집(蘆溪集)의 초간본(初刊本)인 경신본(庚申本, 1800년) 보다 110여년 앞서 간행된 고간본(古刊本)으로, 간행동기 및 시기, 간행 장소와 간행자가 분명하며 보관상태가 양호하고 내용 또한 다른 문헌에서 발견되지 않았던 새로운 가사 권주가(勸酒歌)와 상사곡(相思曲) 2편을 수재하고 있어 노계문학(蘆溪文學) 연구와 중세 한글의 귀중한 자료로 가치를 지닌다.
본 판본은 이윤문이 매제인 장대림(張大臨 1663~1730, 조선시대 숙종으로부터 육의당 호 수여받고, 현 경북 구미 인동거주)에게 증여되어 보관되었고, 오늘날까지 전달, 보존되어 왔으며 2005년 11월 7일 경상북도 유형문화재 369호로 지정되었다. 영양역증에는 한음 이덕형과 관계된 가사가 3개 있으며, 누항사, 권주가, 상사곡 가사가 기록되어 있다.
장대림의 증조 여헌 장현광(1554~1637) 또한 노계와 개인적 교류가 있었으며, 여헌 장현광이 인조때 말년을 보낸 입암리(현 경북 포항 북구 죽장면 입암리)에 노계의 시비가 있음은 우연이 아니다.
누항사 (陋港詞, 박인로) - 1611년 광해군 3년에 지은 가사이며, 노계가 임진왜란이 끝난 후 고향에 돌아가 생활하던 중, 한음 이덕형이 그에게 두메 산골생활의 어려움을 묻자 이에 대한 답으로 지은 가사. 생활의 어려움 속에서도 빈이무원하고 충효, 우애, 신의를 지향하는 삶을 노래하고 있다.

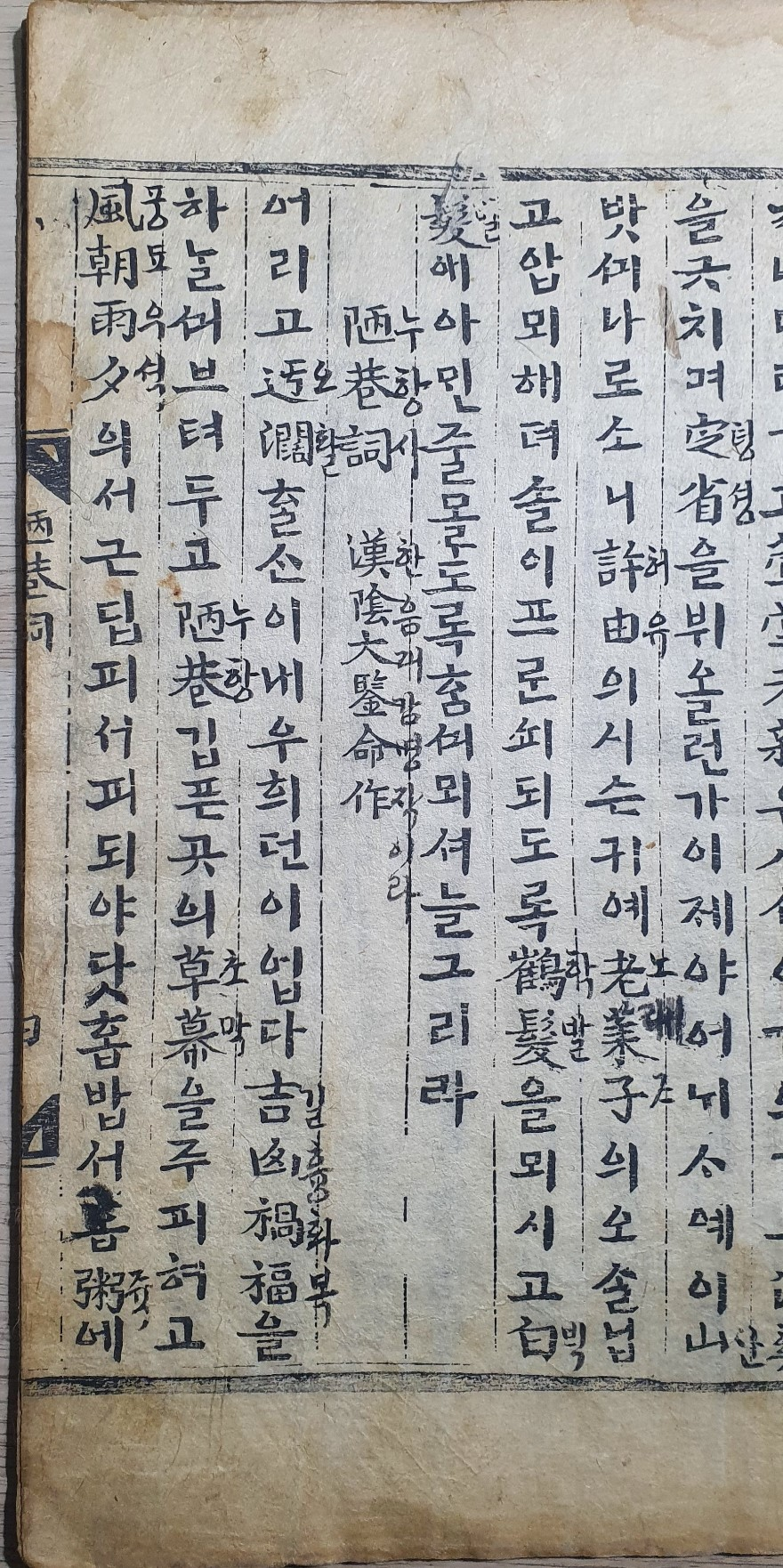
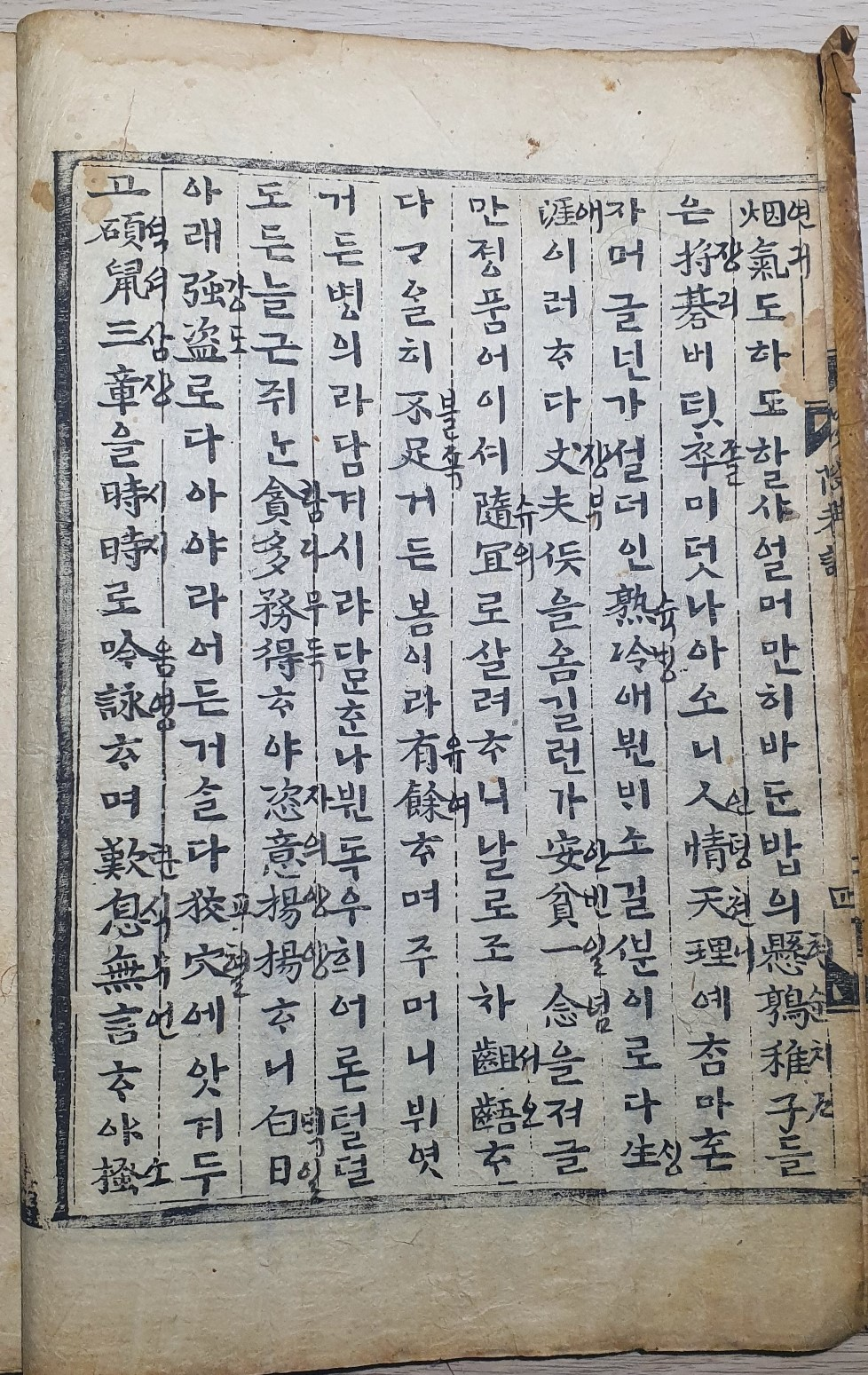
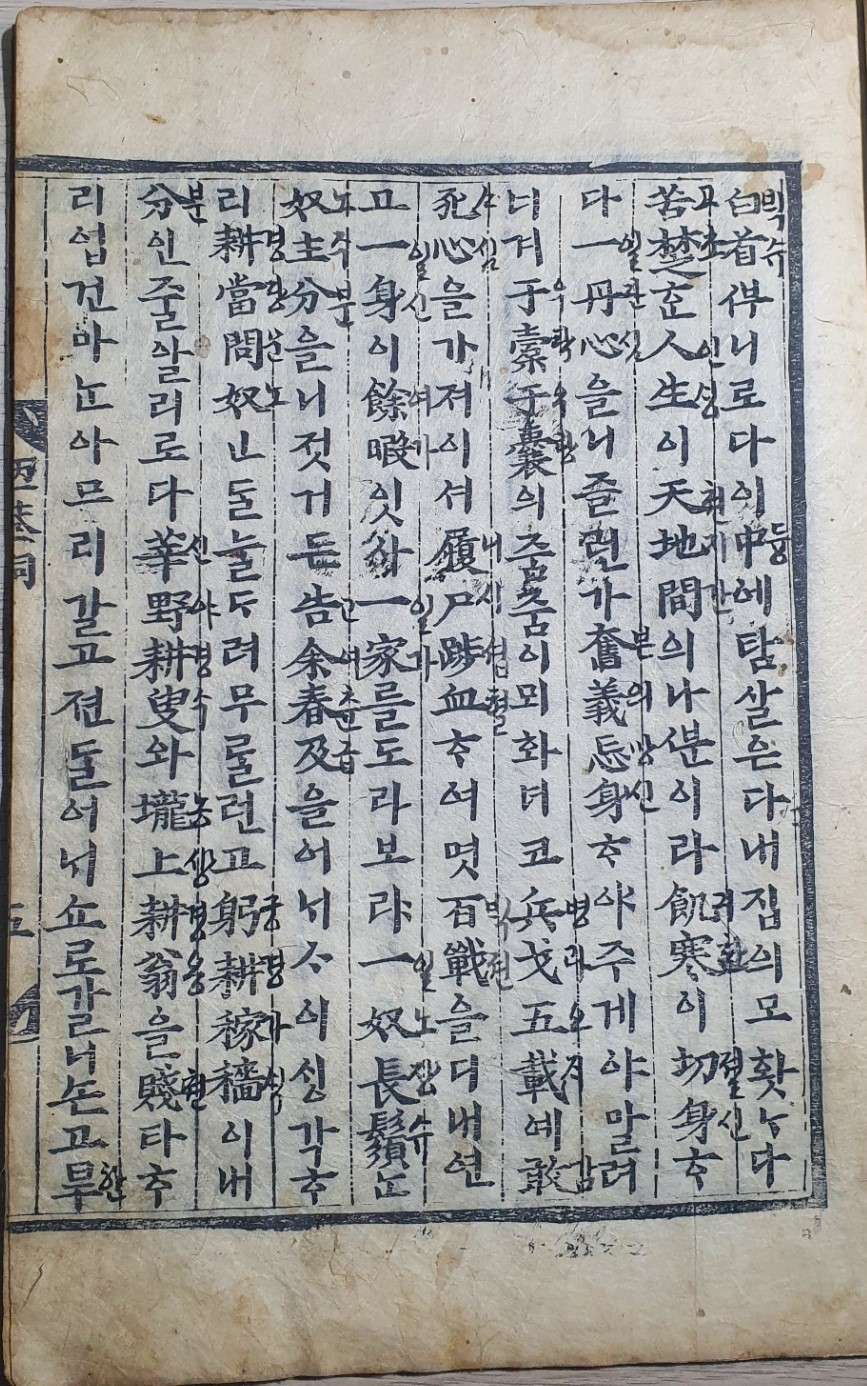
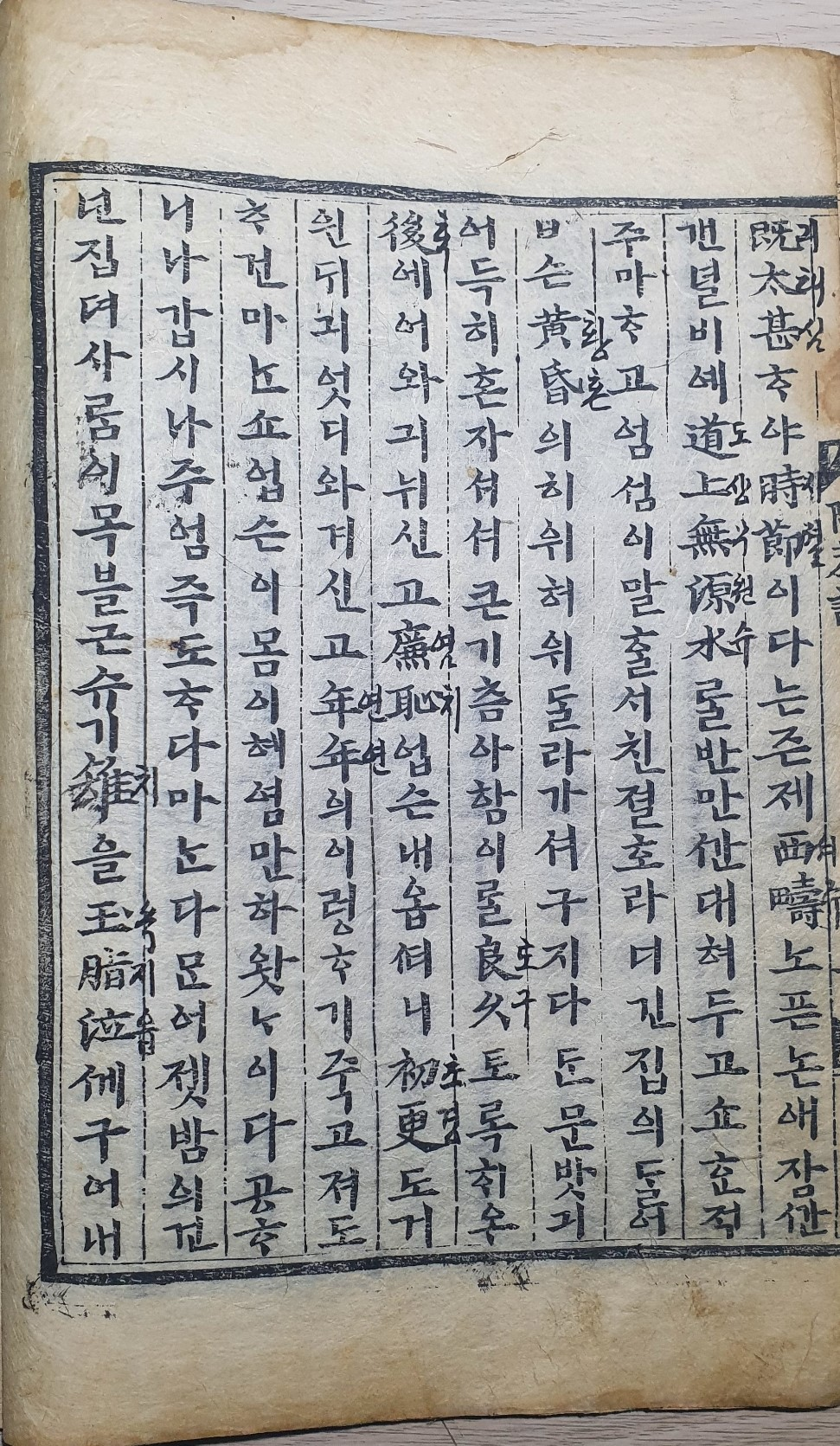
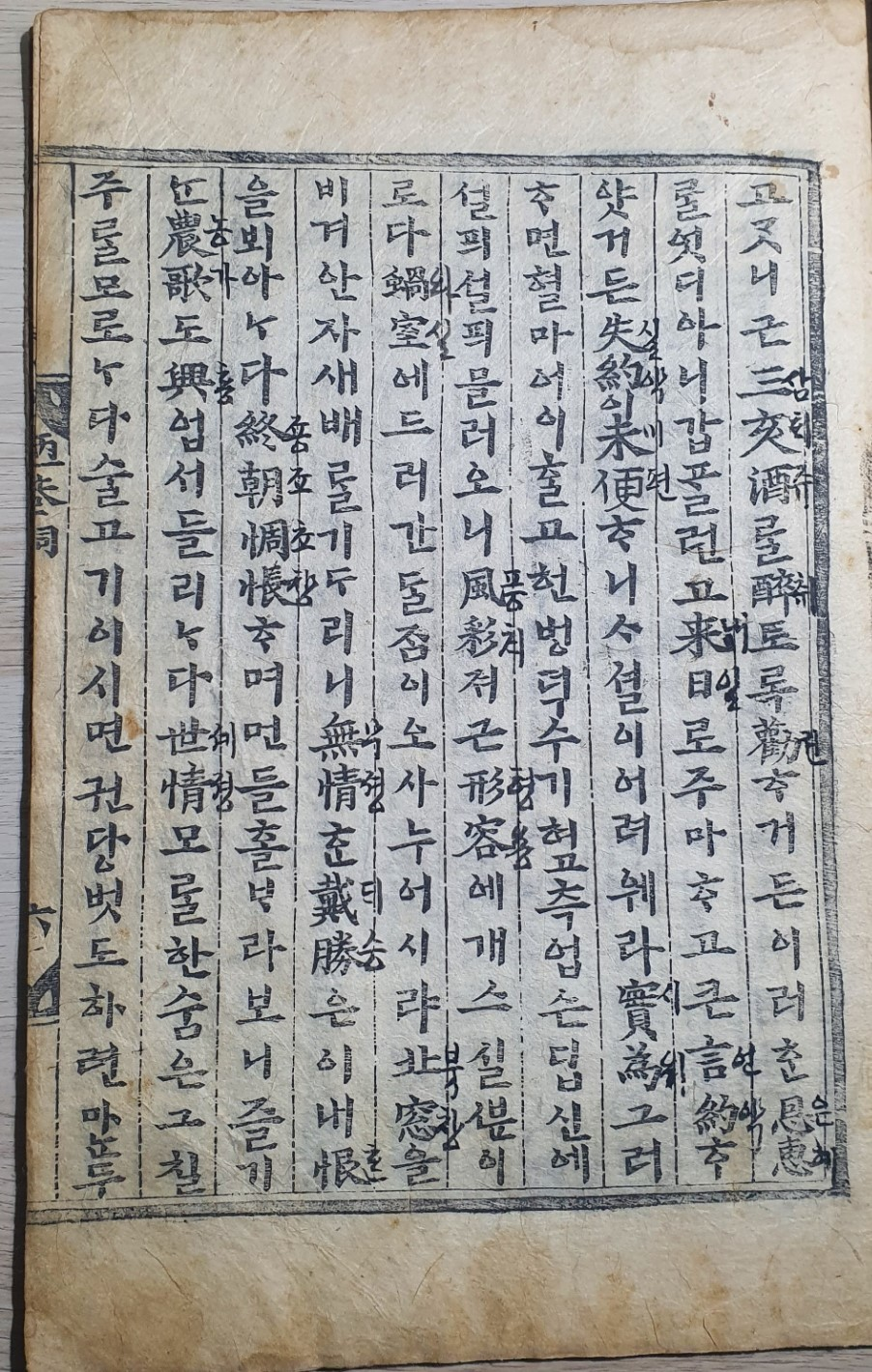
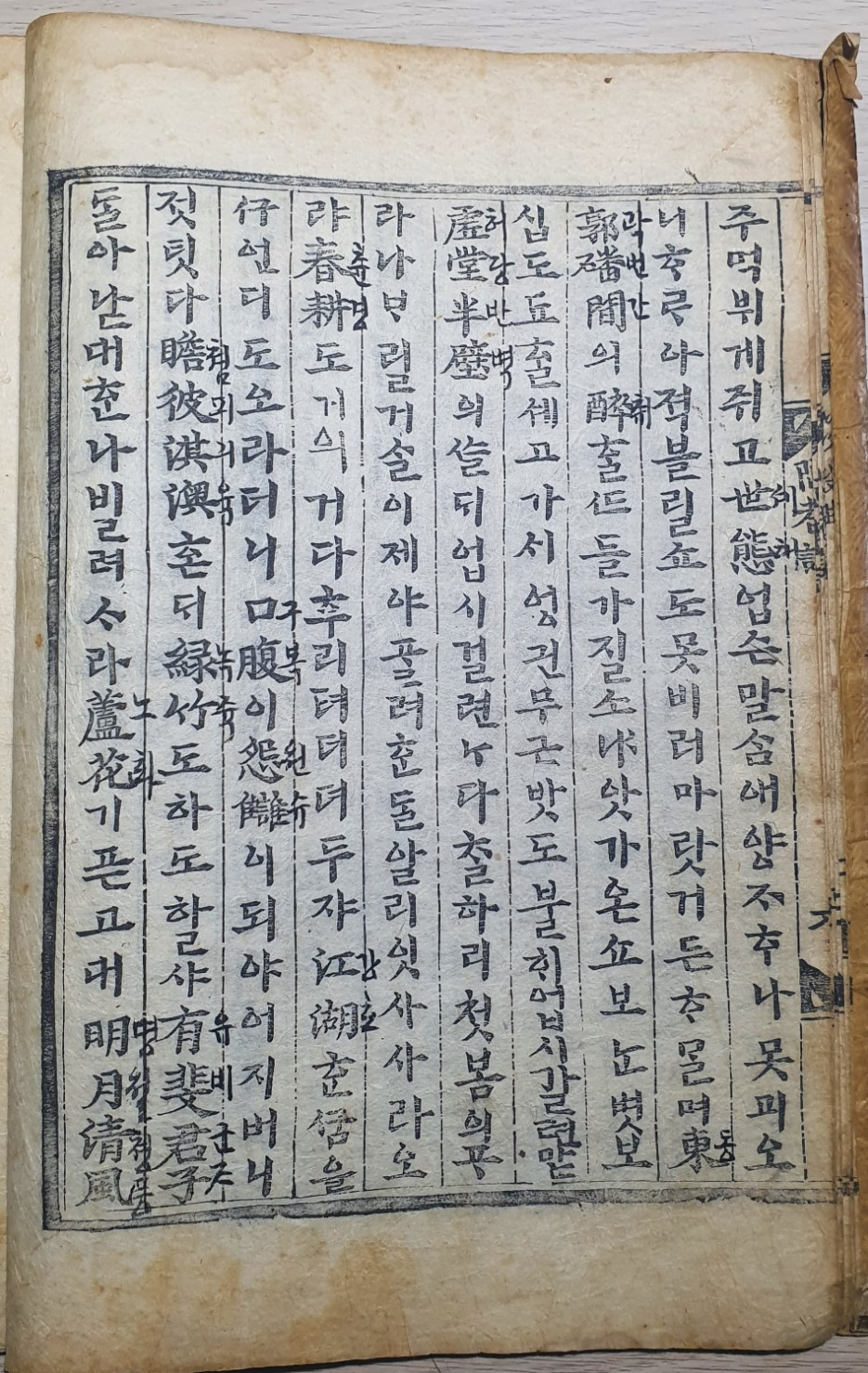
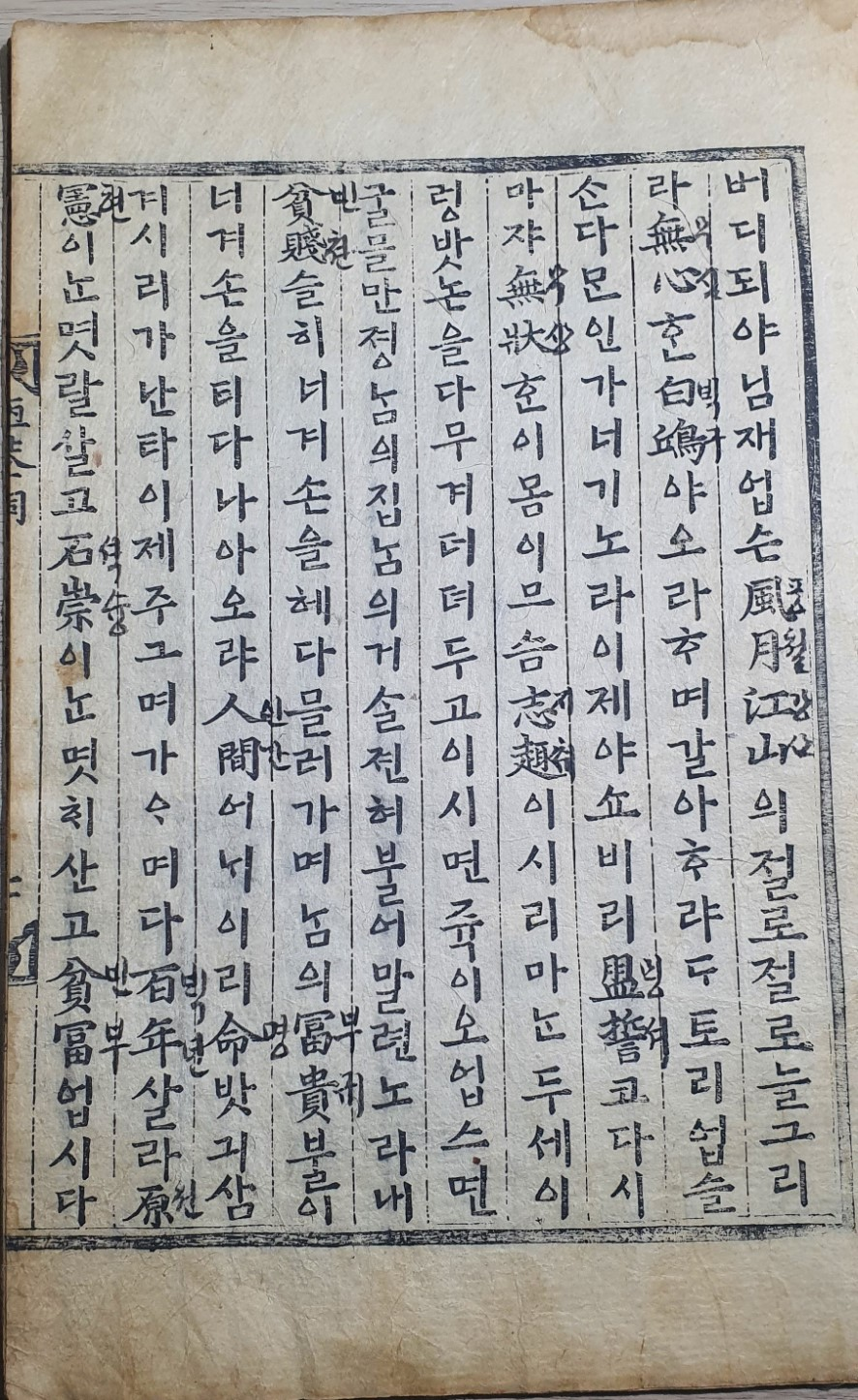
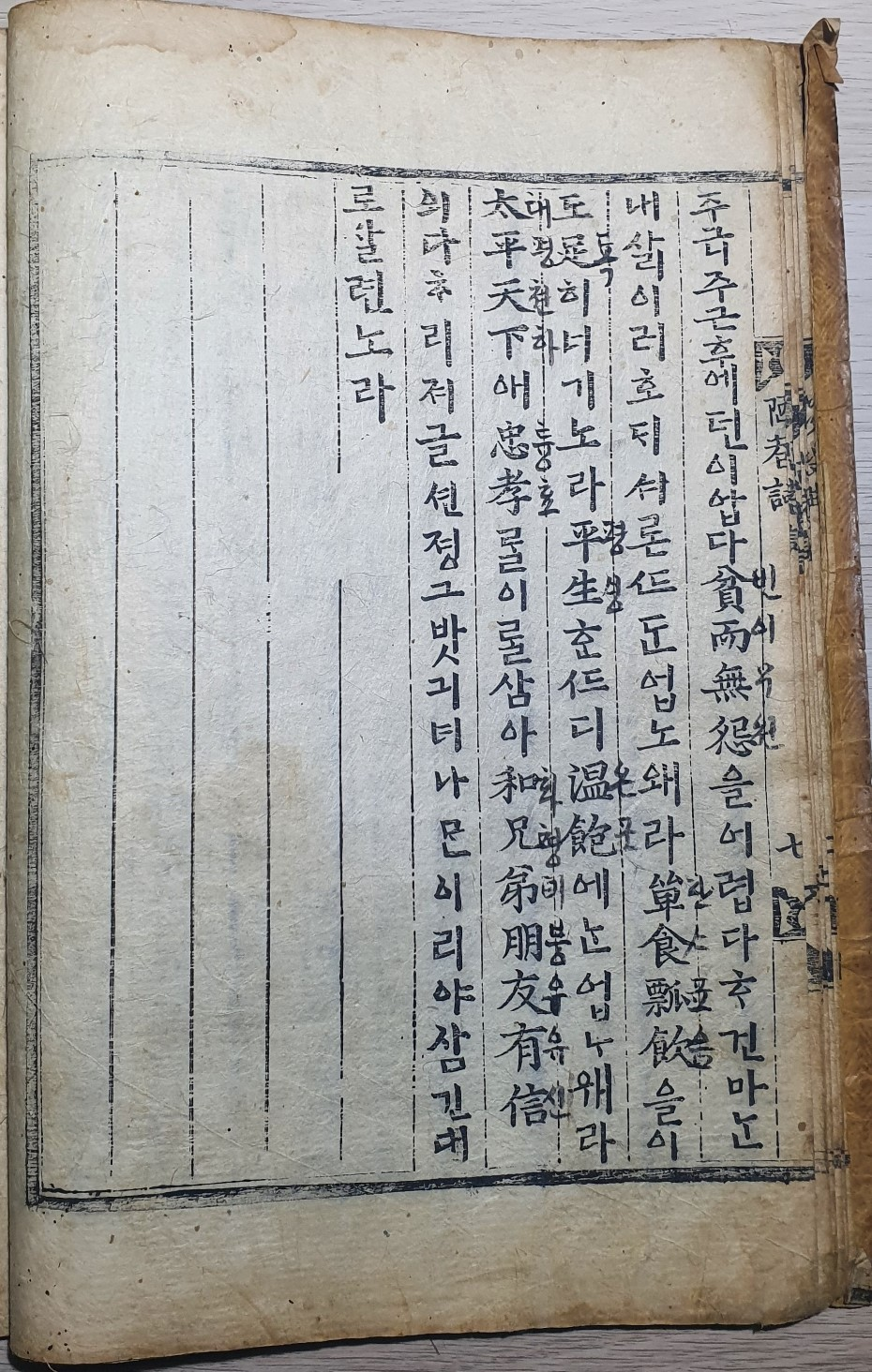